# Jugoslavija
Jugoslavija je skupno ime več držav južnoslovanskih narodov na ozemlju Srednje Evrope in severozahodnega Balkana med letoma 1918 in 2003.

## Kronologija
| Zastava                              | Država                                                        | Datum             | Datum                           |
| Zastava                              | Država                                                        | Začetek           | Konec                           |
| ------------------------------------ | ------------------------------------------------------------- | ----------------- | ------------------------------- |
|                                      | Država Slovencev, Hrvatov in Srbov (Država SHS)               | 29. oktober 1918  | 1. december 1918                |
|                                      | Kraljevina Srbov, Hrvatov in Slovencev                        | 1. december 1918  | 3. oktober 1929                 |
|                                      | Kraljevina Jugoslavija                                        | 3. oktober 1929   |                                 |
| Jugoslavija med drugo svetovno vojno | Jugoslavija med drugo svetovno vojno                          | 1. september 1939 | 2. september 1945               |
|                                      | Demokratična federativna Jugoslavija - DFJ (nova Jugoslavija) | 10. avgust 1945   | 29. november 1945               |
|                                      | Federativna ljudska republika Jugoslavija (FLRJ)              | 29. november 1945 | 7. april 1963                   |
|                                      | Socialistična federativna republika Jugoslavija (SFRJ)        | 7. april 1963     | 25. junij 1991 – 27. april 1992 |
|                                      | Zvezna republika Jugoslavija                                  | 27. april 1992    | 4. februar 2003                 |
|                                      | Srbija in Črna gora                                           | 4. februar 2003   | 5. junij 2006                   |

## Kraljevina Jugoslavija

### Kraljevina Srbov, Hrvatov in Slovencev
Po porazu Avstro-Ogrske in Centralnih sil sta hrvaški sabor v Zagrebu in ljudski shod v Ljubljani 29. oktobra 1918 razglasila narodno osvoboditev in ustanovitev samostojne Države Slovencev, Hrvatov in Srbov (s kratico Država SHS) z glavnim mestom v Zagrebu. Nevarnost s strani Italije, ki je zasedala Primorsko in Istro ter dele Dalmacije, in pritisk Srbov po združitvi v skupno državo, sta 1. decembra 1918 povzročila združitev Države SHS s Kraljevino Srbijo v Kraljevino Srbov, Hrvatov in Slovencev.
Prva ustava Kraljevine SHS - Vidovdanska ustava - je bila sprejeta 28. junija 1921. Kraljevino Srbov, Hrvatov in Slovencev je opredelila kot monarhijo treh enakopravnih plemen in srbo-hrvaško-slovenski jezik določila za uradni sporazumevalni jezik.

### Kraljevina Jugoslavija
6. januarja 1929 je kralj Aleksander I. Karađorđevič razveljavil Vidovdansko ustavo, razpustil parlament in prevzel oblast. Vlada, ki jo je vodil general Živković, je bila odgovorna neposredno kralju. Značilnosti šestojanuarske diktature so bile neomejena oblast kralja in razpustitev političnih strank. 3. oktobra 1929 je bila država preimenovana v Kraljevino Jugoslavijo. Z notranjepolitično reformo je bila razdeljena na 9 administrativnih enot, imenovanih banovina:
- dravska (sedež v Ljubljani)
- savska (sedež v Zagrebu)
- primorska (sedež v Splitu)
- vrbaška (sedež v Banja Luki)
- drinska (sedež v Sarajevu)
- zetska (sedež v Cetinjah)
- donavska (sedež v Novem Sadu)
- moravska (sedež v Nišu)
- vardarska (sedež v Skopju)

Beograd je imel skupaj s primestjema Zemuno in Pančevim status samostojne administrativne enote.
Septembra 1931 je kralj izdal novo (»oktroirano« ali vsiljeno, ker ni bilo parlamenta, ki bi jo lahko sprejel) ustavo, s katero je Kraljevina Jugoslavija postala ustavna dedna kraljevina z Karađorđevići kot vladarsko družino.
9. oktobra 1934 so pripadniki ustaškega gibanja, ki ga je podpirala fašistična Italija, na državniškem obisku v Marseillu izvedli atentat na kralja Aleksandra. Ker prestolonaslednik Peter II. še ni bil polnoleten, ga je nadomeščal njegov stric Pavel Karađorđević.
Decembra 1938 so bile volitve, na katerih je Dragiša Cvetković postal predsednik vlade, podpredsednik pa Vladimir Maček (HSS). 26. avgusta 1939 sta podpisala sporazum, po katerem sta bili savska in primorska banovina združeni v veliko banovino Hrvaško.

## Druga svetovna vojna
25. marca 1941 s podpisom pogodbe na Dunaju Jugoslavija pristopi k trojnemu paktu. 27. marca po demonstracijah v Beogradu prevzame oblast skupina oficirjev jugoslovanske vojske in prekliče podpis pakta. 6. aprila Tretji rajh z letalskim napadom na Beograd začne vojno proti Jugoslaviji, ki 17. aprila kapitulira. Državno ozemlje je razdeljeno med Nemčijo, Italijo, Madžarsko, Bolgarijo in Albanijo ter marionetni državi Neodvisno državo Hrvaško (razglašeno 10. aprila) in Črno goro.
Na drugem zasedanju AVNOJ v Jajcu je 29. novembra 1943 bila povojna država zasnovana kot federacija petih narodov (Srbov, Hrvatov, Slovencev, Makedoncev in Črnogorcev) in šestih federalnih enot (Srbija, Hrvaška, Slovenija, Makedonija, Črna gora ter Bosna in Hercegovina), takrat pa naj bi Sandžak postal sedma federalna enota.

## Socialistična Jugoslavija

### Demokratična federativna Jugoslavija (DFJ)
Na tretjem zasedanju AVNOJ v Beogradu je 10. avgusta 1945 nova Jugoslavija dobila ime Demokratična federativna Jugoslavija (DFJ). Ime se je namerno izognilo omembi državne ureditve nove države, kar naj bi skladno s sporazumom Tito-Šubašić, podpisanem na Visu 16. junija 1944, ljudstvo Jugoslavije na referendumu izreklo, v kakšni državni ureditvi želi živeti.

### Federativna ljudska republika Jugoslavija (FLRJ)
Na volitvah v ustavodajno skupščino 11. novembra 1945, kjer meščanske stranke dejansko niso sodelovale, je prepričljivo zmagala Ljudska fronta, katere nosilec je bil Josip Broz Tito. 29. novembra 1945 je ustavodajna skupščina razglasila republiko in spremenila ime države v Federativna ljudska republika Jugoslavija.

### Socialistična federativna republika Jugoslavija (SFRJ)
Z novo ustavo je bila 7. aprila 1963 država preimenovana v Socialistično federativno republiko Jugoslavijo (SFRJ). To ime je obdržala do razpada leta 1992. Državo je vodil Tito do svoje smrti leta 1980, njegovo vlogo je po smrti prevzelo Predsedstvo SFRJ.

## Zvezna republika Jugoslavija
Za samozvano in edino naslednico SFRJ se je 27. aprila 1992 razglasila Zvezna republika Jugoslavija, česar pa mednarodna skupnost ni priznala. S sprejetjem nove ustave 4. februarja 2003 se je ZRJ preoblikovala v ohlapnejšo konfederacijo dveh državnih enot in privzela novo ime, Državna skupnost Srbije in Črne gore. 3. junija 2006 je Črna gora razglasila neodvisnost; Srbija razglasi neodvisnost 5. junija in s tem Državna skupnost propade.